# Идеальный мужчина (фильм, 2005, США)
«Идеальный мужчина» (англ. The Perfect Man) — американская романтическая комедия 2005 года с Хилари Дафф и Хизер Локлир в главных ролях.

## Сюжет
Джиан Гамильтон (Хизер Локлир) — молодая мать-одиночка, воспитывающая двух дочерей и пытающаяся быть для них идеальной матерью и подругой. Но этому мешают её бесконечные попытки наладить свою личную жизнь. Вся жизнь этой семьи в переездах — расставшись с очередным бойфрендом, Джиан собирает вещи и с дочерьми отправляется искать счастье в другом городе. Так могло продолжаться целую вечность, но её старшей дочери Холли (Хилари Дафф) надоела подобная жизнь. После очередного неудачного романа семья переезжает в Нью-Йорк. Холли нравится этот город и она решает разработать свой план, в соответствии с которым она должна будет найти своей матери идеального мужчину, который наконец-то смог бы положить всем этим поискам конец.

## В ролях
| Актёр          | Роль                  |
| -------------- | --------------------- |
| Хилари Дафф    | Холли Гамильтон       |
| Хизер Локлир   | Джиан Гамильтон       |
| Крис Нот       | Бен Идеальный мужчина |
| Бен Фельдман   | Адам Форест           |
| Ванесса Ленгиз | Эми Пирл              |
| Ария Уоллес    | Зои Гамильтон         |

## Саундтрек
Саундтрек фильма не был выпущен отдельно, но все песни, кроме «Better Than This», можно найти в альбомах исполнителей и в виде синглов. Наибольшую известность получила песня «I Will Learn To Love Again», на неё был даже снят музыкальный клип с кадрами из фильма. Посмотреть этот клип можно здесь.
Песня «Collide» была известна до выхода фильма, музыкальный клип был выпущен ещё в 2003 году. Посмотреть этот клип можно на официальном Youtube канале группы Howie Day здесь

### Список композиций
1. «Collide» — Howie Day
2. «I Will Learn To Love Again» — Kaci
3. «Better Than This» — Kimberley Locke
4. «Real Life Fairytale» — Plumb
5. «Let It Go» — Jadon Lavik
6. «Real Thing» — Sarah Overall
7. «If You Got What You Came For» — Beth Thornley
8. «Make Room» — Grits
9. «Mr. Roboto» — Dennis DeYoung
10. «Lady» — Dennis DeYoung
11. «Babe» — Dennis DeYoung
12. «Best Of Times» — Dennis DeYoung

## Награды и номинации

### Teen Choice Awards2006
- Номинация на награду Лучшая Комедийная Актриса (Хилари Дафф) — за фильмы Идеальный Мужчина и Оптом Дешевле 2

### Золотая малина2006
- Номинация на награду Худшая Актриса (Хилари Дафф) — за фильмы Идеальный Мужчина и Оптом Дешевле 2

## Кассовые сборы
- Общие сборы — 19 770 475 $
  - В США — 16 535 005 $
  - В мире — 3 235 470 $
  - Первый уик-энд (США) — 5 300 980 $